# Милан Калинић
Милан Калинић (Београд, 21. септембар 1972) српски је телевизијски водитељ и глумац.

## Биографија
Милан Калинић је рођен у Београду. Глуму је дипломирао на Универзитету БК, у класи професора Ивана Бекјарева. Своју глумачку каријеру је започео улогом у филму “Птице које не полете”, а глумио је у 16 телевизијских серија и филмова. Милан Калинић је глумио у представама ЈДП-a, Позоришта “Бошко Буха” као и Звездара театра. Завршио је и пилотску академију у Вршцу.
Публици је познатији као телевизијски водитељ, а каријеру водитеља је започео емисијом “Летећи старт”, а водио је “Руски рулет”, “Све за љубав” и ријалити програм “Велики брат”. Био је запослен у продукцијској кући Емошон. У новембру 2005. је заједно са Иваном Зељковићем био мета Немогуће мисије, када су место Радичевић код Бечеја претворили у албанско насеље Скендерај. Том приликом је организована и лажна представа у којој се велича ОВК, а Калинића су и довели у ситуацију да мора да ожени једну Албанку. Током 2011. и 2012. водио је емисију “Изађи на црту“ на Првој српској телевизији. Године 2014, учествовао је у шоуу који се емитује на Првој српској телевизији Плес са звездама, а након тога напустио Прву српску телевизију и прешао на ТВ Пинк где је био водитељ музичког талент-шоуа Пинкове звезде у прве три сезоне, члан жирија талент-шоуа Аудиција, као и водитељ квиза Ко је на врху у ком су учествовале познате личности и који је био хуманитарног карактера. 2020. прелази на телевизију К1 где води две емисије: ауторску емисију Преживели у којој познате личности први пут говоре о тешким животним ситуацијама које су иза њих, и хумористичку емисију "Држ' га Божо". По гашењу емисије Преживели, 2023. године постаје водитељ спортске емисије Индиректно са Предрагом Поповићем Попом у којој њих двојица као ватрени Звездаш и Партизановац, на духовит начин са гостима анализирају спортске догађаје. Годину дана касније, Калинић добија отказ на К1  и заједно са Попом прелази на телевизију Уна, где воде исту емисију са промењеним називом Индиректно код Попа и Милана.
Био је ожењен Сандром Калинић са којом има кћерку Теу Калинић и сина Вука Калинића.

## Фудбалска каријера
Калинић је прошао млађе категорије Црвене звезде. После тога је прешао у Хајдук са Лиона, а по повратку са одслужења војног рока кратко је бранио за Дорћол. После 13 година паузе поново се активирао у Бањи из Вишњичке Бање. Године 2018. био је део тима који је освојио бронзану медаљу на Светском првенству за уметнике одржаном у Русији. Непосредно након тога почео је да брани за Поштар 1930. Тај клуб се касније фузионисао са Београдом с Карабурме, а Калинић је наставио да брани у Првој београдској лиги. Током сезоне 2021/22. забележио је 19 наступа у том такмичењу.

## Филмографија
| Год.         | Назив                 | Улога                              |
| ------------ | --------------------- | ---------------------------------- |
| 1990. година |                       |                                    |
| 1997.        | Птице које не полете  |                                    |
| 1998.        | Стршљен               | Герд                               |
| 1999.        | Форма формалина       | зет                                |
| 1999.        | Породично благо       | Миливоје, конобар у Језиној кафани |
| 2000. година |                       |                                    |
| 2000.        | Други човек           | Зоран                              |
| 2001.        | Све је за људе        |                                    |
| 2001.        | Породично благо 2     | Миливоје, конобар у Језиној кафани |
| 2002.        | Тајне обичних ствари  |                                    |
| 2002.        | Држава мртвих         | војник                             |
| 2003.        | М(ј)ешовити брак      | Жиле                               |
| 2005.        | Звезде љубави         | Славиша                            |
| 2005.        | Љубав, навика, паника | Растко                             |
| 2008.        | Паре или живот        | Славен Денчић                      |
| 2007–2008.   | Љубав и мржња         | Влада                              |
| 2010. година |                       |                                    |
| 2011–2013.   | Певај, брате!         | Горан Фајта Ћирковић               |
| 2017.        | Врати се Зоне         | Перица                             |
| 2017–2019    | Пси лају, ветар носи  | Инспектор Гогић                    |
| 2019         | Истине и лажи         | Петар Стојановић                   |
| 2020. година |                       |                                    |
| 2020–2021.   | Тате                  | Петар Малбаша                      |
| 2022-2023.   | Од јутра до сутра     | Ђорђе Крстић                       |
| 2022.        | Радио Милева          | Чоко Моко                          |
| 2023.        | Тинеџерски камп       | Професор                           |
| 2024.        | Игра судбине          | Директор телевизије                |

## Позоришне улоге
- Ко је овде идиот?
- Ожалошћена породица
- Љубавник великог стила
- Певај, брате
- Певај, брате 2
- Сумњиво лице[16]

## Емисије
| Година     | Наслов                       | Позиција    | Телевизија |
| ---------- | ---------------------------- | ----------- | ---------- |
| 2003—2005. | Руски рулет                  | водитељ     | РТВ Пинк   |
| 2003—2007. | Летећи старт                 | водитељ     | РТВ Пинк   |
| 2005—2010. | Све за љубав                 | водитељ     | РТВ Пинк   |
| 2008—2009. | Велики брат ВИП              | водитељ     | РТВ Пинк   |
| 2011—2012. | Изађи на црту                | такмичар    | Прва       |
| 2014.      | Плес са звездама             | такмичар    | Прва       |
| 2014—2017. | Пинкове звезде               | водитељ     | РТВ Пинк   |
| 2015.      | Пинк мјузик фестивал         | водитељ     | РТВ Пинк   |
| 2015.      | Аудиција                     | члан жирија | РТВ Пинк   |
| 2018—2019. | Ко је на Врху                | водитељ     | РТВ Пинк   |
| 2020-2023. | Преживели                    | водитељ     | К1         |
| 2020.      | Држ' га Божо                 | водитељ     | К1         |
| 2023-2024. | Индиректно                   | водитељ     | К1         |
| 2025.      | Индиректно код Попа и Милана | водитељ     | Уна        |